# Димошин (Вишогродська земля)
Димошин (пол. Dymoszyn, Dmoszyn, Dinoszyn, лат. Dmossyno, Dmoschyno, Dmosin, Dymossyn, Dynossyn, Dinossyn) — колишнє село у Вишогродській Землі Мазовецького князівства, а пізніше Мазовецького воєводства. Тепер ця територія знаходиться у гміні Бодзанув Плоцького повіту Мазовецького воєводства у Польщі.

## Письмові згадки і розташування
Перші письмові згадки про Димошин знайдено у Мазовецькій метриці  в актах від 1414-1425 років. Зі згаданих актів зрозуміло, що це село знаходилося орієнтовно за 20 км на північний захід від  Вишоґроду і межувало з селами Подлєцк,  Кшикоси і  Лубкі . 
Додаткову інформацію про розташування Димошина подає Королівська люстрація Вишогродської землі від 1576 року. Згідно з цим документом Димошин (Дмошин) - село загродової шляхти, яке  разом з селами Архутово, Подлєцк, Турово (тепер – частина села Нови Подлєцк), Монколін, Добра, Ґромиці, Роґово і  Ґоцлово входило у склад парафії Лентово. На той час у Димошині було: 2,5 лани, 2 господарства загородників та троє різників.

## Юрій Струмило (або Стромило)з Димошина
Одним зі шляхетських родів, які володіли селом Димошин були Струмили, один з яких, Юрій Струмило в середині XV століття був підкоморієм і каштеляном львівським, а також старостою (лат. tenutarius) Кам'янки, яка пізніше отримала в пам'ять про нього назву "Кам'янка (Камінка) Струмилова". У 1865 році Маврицій Дідушицький опублікував "Хроніку Дідушицьких", в якій цитує документ 1464 року, в якому згадується "Юрій Струмило з Димошина підкоморій Львівський" пол. Jerzy Strumiło z Dymoszyna, podkomorzy lwowski. Оскільки було відомо, що Юрій Струмило був старостою Кам'янки, серед польських істориків виникла і поширилася помилкова гіпотеза про те, що "Димошин" - це давніша назва Кам'янки, або якоїсь з її околиць. Цю гіпотезу підігрівав той факт, що іншого Димошина в XIX столітті на мапі Європи вже не існувало. Існувало ще, щоправда, у XV столітті співзвучне за назвою, а у деяких варіантах написання латиною навіть однойменне, містечко Дмосін (пол. Dmosin) у  Равській землі, яке існує й досі, як село у ґміні Дмосін Бжезінського повіту Лодзького воєводства. Проте воно чомусь не привернуло уваги перших дослідників життя Юрія Струмила. Та й сучасні дослідження стародавніх архівів не виявили яких-небудь його зв'язків з цим поселенням.  
Юрій Струмило (або Стромило) був помітною особою у житті тогочасного Львова і часто брав участь у судових процесах Львівських судів, як гродського так і земського. У "Найдавніших записках львівських судів 1440-1456 років" він фігурує понад 100 разів. Причому повний титул Юрія Струмила часто змінюється, тай навіть прізвище його часом фігурує і як Струмило і як Стромило і навіть Струнило в межах однієї судової справи, що свідчить не лише про неусталеність правопису, але й про те, що судові писарі писали, як чули, і не переймалися "правильністю" написання. У найдавніших актах починаючи з 16 серпня 1441 року він фігурує, як "Юрій Струмило, староста Кам'янки" (лат. Georgii Stromilo tenutarii in Camyonka), 5 липня 1443 року з'являється як "Юрій Струмило з Кам'янки" (лат. Iurgi Strumilo de Camyonka), 23 грудня 1444 року - "пан Струмило з Гаю" (лат. domini Strumilo de Gay) і вже в сусідньому рядку - "Юрій Струмило хорунжий львівський" (лат. Iurgi Strumiio Vxfri. Leopol.). І лише з 28 серпня 1450 року появляється "Юрій Струмило з Димосина" (лат. Georgium Strumilonem de Dymosyn). А одному і тому ж записі від 9 серпня 1451 року він і "Юрій Струмило з Димосина, хорунжий Львівський" (лат. Georgio Strumilone de Dymossyn Vexfro. Leopol.) і "Юрій Струмило з Батятич" (лат. Georgii Strumilonis de Batathicze), 6 листопада 1453 року - "Юрій Струмило з Диношина, хорунжий Львівський" (лат. Georgius alias Stromilo de Dinoszyn Vexfr. Leopol.). Цікаво також, що в одному рядку про судові слухання від 18 червня 1455 року фігурують "Юрій Струмило з Димосина, хорунжий Львівський" (лат. Georgii Strumilonis de Dymossymo Vexfri. Leopol.) і "Станіслав з Кам'янки" (лат. Stanislao de Camyonka) - мало ймовірно, щоб те саме місто в той самий час називали двома різними назвами. У записі від 27 червня 1455 року поруч з "Юрій Струмило з Димосимо, хорунжий Львівський" (лат. Georgio Strumilone de Dymossymo Vexfro. Leopol.) бачимо і "Юрій Струмило з Чижок, хорунжий львівський" (лат. Georgio Strumilo de Czeschki Vexfro. Leopol.). Про подальшу долю Юрія Струмила можна довідатися з судових справ львівських судів 1457-1500 років, де Юрій Струмило (Стромило) з Димошина (Димосина, Диносина, Димосино) згадується вже як підкоморій львівський (1464-1467), а пізніше - каштелян львівський (1481-1490), згадується також його дружина Єлизавета як державиця Кам'янки і Винник